# Df
df (аббревиатура от disk free) — утилита в UNIX и UNIX-подобных системах, показывает список всех файловых систем по именам устройств, сообщает их размер, занятое и свободное пространство и точки монтирования.

## Ключи

### -h, --human-readable
Отобразит размер в человеко-читаемом формате, размерностью 1024, добавив названия единиц (кибибайт, мебибайт, гибибайт, тебибайт).
```
    
$
 
df
 
-h

    
Filesystem
 
b
           
Size
  
Used
 
Avail
 
Use%
 
Mounted
 
on

    
/dev/sda1
             
4
.0G
  
2
.4G
  
1
.5G
  
62
%
 
/

    
/dev/sda2
              
29G
   
14G
   
14G
  
50
%
 
/usr

    
/dev/sda3
              
62G
  
2
.6G
   
56G
   
5
%
 
/var

    
tmpfs
                 
512M
   
60K
  
512M
   
1
%
 
/tmp

```

### -H, --si
Отобразит размер в человеко-читаемом формате, в единицах СИ, размерностью 1000, добавив названия единиц (Kилобайт, Mегабайт, Гигабайт, Tерабайт).

### -a, --all
Включает в список файловых систем те, которые имеют размер в 0 блоков, и которые по умолчанию опускаются. Такие файловые системы обычно являются псевдо-файловыми системами специального назначения, например, для automounter. Кроме того, только если задана эта опция, будут показаны файловые системы типа «ignore» или «auto», которые поддерживаются некоторыми операционными системами.

### -k
Используется для отображения размеров блоками по 1 килобайту, вместо установленных по умолчанию блоков в 512 байт.

### -i, --inodes
Вместо информации о блоках выдаётся информация об использовании inode'ов в файловой системе. Inode содержит информацию о файле: владелец, права доступа, временные штампы и местоположение на диске. Если на диске записано множество мелких файлов и inodes оказались исчерпаны, то никакие дополнительные файлы не могут быть записаны, несмотря на наличие свободного места на диске.$ df -i /
Файл.система Iнодов IИспользовано IСвободно IИспользовано% Cмонтировано в
/dev/sda2 38363136 1262071 37101065 4% /

### -tтип-файловой-системы,--type=тип-файловой-системы
Показывать только файловые системы с указанным типом-файловой-системы. Можно задать несколько типов файловых систем, если использовать несколько опций -t. По умолчанию никакие типы файловых системы не опускаются.

### -T, --print-type
Выдавать тип для каждой файловой системы. Тип берётся от операционной системы (и определяется системно-зависимым способом, например посредством чтения файла /etc/mtab).

### -xтип-файловой-системы,--exclude-type=тип-файловой-системы
Не показывать файловые системы с заданным типом-файловой-системы. Можно задать несколько типов файловых систем, если использовать несколько опций -x . По умолчанию никакие типы файловых систем не опускаются.
Утилиту df можно использовать для получения информации о том, к какой файловой системе относится какой-либо каталог. Например, для текущего каталога:
```
    
$
 
df
 
-k
 
.

    
Filesystem
           
1K-blocks
      
Used
 
Available
 
Use%
 
Mounted
 
on

    
/dev/sda1
              
4166504
   
2449796
   
1505056
  
62
%
 
/

```